# Departamento Matagalpa
Matagalpa ist ein Departamento in der Mitte Nicaraguas.
Die Hauptstadt von Matagalpa ist die gleichnamige Stadt Matagalpa. Das Departamento hat eine Fläche von 8.523 km² und eine Bevölkerungszahl von rund 494.000 Einwohnern (Berechnung 2006), was einer Bevölkerungsdichte von etwa 58 Einwohnern/km² entspricht.
Hauptanbauprodukt in Matagalpa ist Kaffee.
Das Departamento Matagalpa ist in 13 Municipios unterteilt:
1. Ciudad Darío
2. Esquipulas
3. Matagalpa
4. Matiguas
5. Muy Muy
6. Rancho Grande
7. Río Blanco
8. San Dionisio
9. San Isidro
10. San Ramón
11. Sébaco
12. Terrabona
13. Tuma-La Dalia